# Вазила
Вазила (или Канькач, или Хле́вник, или Табу́нник, или Ви́сусник) — персонаж, описанный П. М. Шпилевским в статье «Белорусские народные предания» (опубликована под псевдонимом П. Древлянский) наряду с другими, вымышленными как самим автором, так и народными, мифологическими персонажами. Домашний дух, покровительствующий лошадям.

## Описание
Согласно П. М. Шпилевскому, Вазила обладает человеческим обликом с зооморфными признаками — лошадиными ушами и копытами, носит человеческую одежду, живёт в хлеву, где заботится о размножении лошадей, предохраняет их от болезней и припадков, приносит им особенную траву от которой лошади крепнут и делаются сильными и рослыми, оберегает ночью на выпасе большие табуны от нападения хищных зверей, противостоит другому духу — Кумельгану, вредящему лошадям. По свидетельству П. М. Шпилевского, у белорусских пастухов существует традиция для защиты конского табуна от опасностей ставить на месте ночлега шест с надетым на него костяком лошадиной головы, будто бы являющимся символическим изображением Вази́лы.

## Вазила в литературе
Данное П. И. Шпилевским описание Вазилы было заимствовано А. Н. Афанасьевым (использовано им в работе «Поэтические воззрения славян на природу»)) и другими исследователями фольклора XIX века.
Современные исследователи обоснованно считают описание Вазилы — «кабинетной мифологией» — авторским вымыслом П. М. Шпилевского. Тем не менее, это не мешает упоминаниям Вазилы в качестве духа в различных непрофессиональных и любительских публикациях. Также Вазила упоминается или выступает в качестве персонажа некоторых современных литературных произведений (Головачев В. В. «Логово Зверя» и др.)